# Путешествие Фелиции
«Путешествие Фелиции» (англ. Felicia's Journey) — триллер, который был снят канадским режиссёром Атомом Эгояном в 1999 году.

## Сюжет
Семнадцатилетняя девушка Фелиция (Элейн Кэссиди) отправляется искать покинувшего её жениха, чтобы сообщить ему о том, что беременна. Ей известно лишь название городка, куда он будто бы уехал на заработки.
Фелиция знакомится с Джозефом (Боб Хоскинс) — тихим и обходительным холостяком-кулинаром, который готов ей помочь в поисках. Однако истинные намерения Джозефа не столь безобидны. Фелиция начинает понимать, что она попала в гости к сексуальному маньяку. Если бы Фелиция не была бы столь наивной, не увидела бы в Джо отца, которого всегда желала, — заботливого и умеющего слушать, то она бы стремглав бежала бы от него. Однажды она так поступила, но Хилдич уже не мог её отпустить.

## В ролях
| Актёр            | Роль          |
| ---------------- | ------------- |
| Боб Хоскинс      | Джо Хилдич    |
| Арсине Ханджян   | Гала          |
| Элейн Кэссиди    | Фелиция       |
| Шила Рид         | Айрис         |
| Низвар Каранж    | Сидни         |
| Али Ясин         | таможенник    |
| Питер МакДональд | Джонни Лисайт |
| Крисс Досанж     | продавец      |